# Pianeti extrasolari non confermati o controversi
     Velocità radiali
     Transito
     Pulsar timing
     Direct imaging
     Microlensing

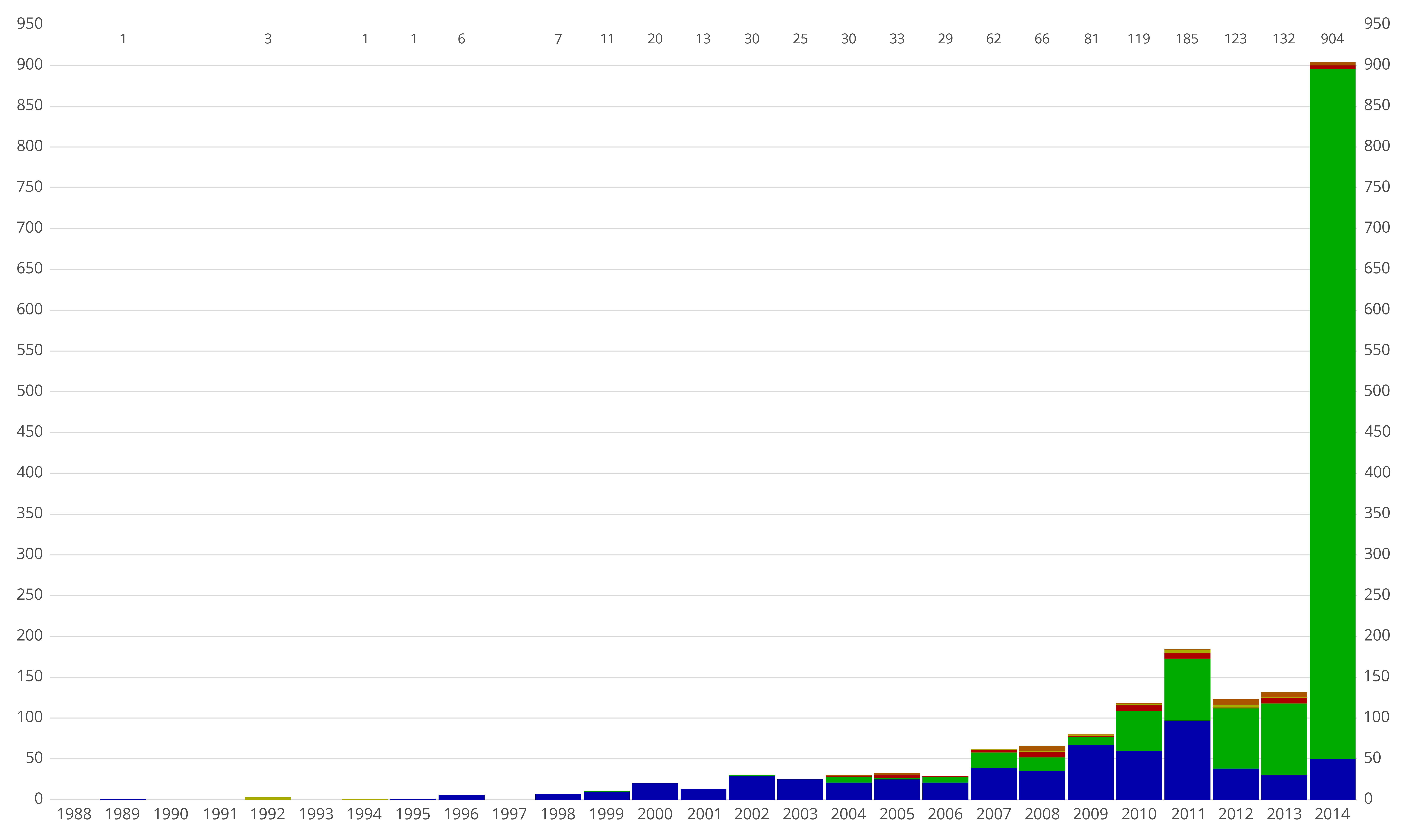
Numero di scoperte di pianeti extrasolari per anno (al 3 luglio 2013). I colori indicano il metodo di individuazione:
Velocità radiali
Transito
Pulsar timing
Direct imaging
Microlensing

Questa è la lista dei pianeti extrasolari non confermati o controversi, aggiornata al 23 luglio 2013 e basata sul database dell'Enciclopedia dei Pianeti Extrasolari (EPE). Elenca ogni pianeta extrasolare la cui esistenza è stata messa in dubbio, confutata da articoli successivi a quello di annuncio della scoperta o per i quali i parametri sono ancora troppo incerti per una conferma finale. I dati con un asterisco indicano un parametro che è stato possibile stimare tramite semplici leggi matematiche: gli spettri stellari per confronto con stelle molto simili, mentre periodi e semiassi utilizzando le leggi di Keplero. In giallo sono evidenziati i pianeti ritrattati, in quanto falsi positivi, e quindi non corrispondenti a oggetti realmente esistenti.

## Contatori
- Pianeti confermati: 1855 pianeti in oltre 1100 sistemi stellari ;
- Pianeti controversi e da confermare: 193 pianeti in 169 sistemi stellari (di cui 18 multipli);

In questa lista sono omessi 11 pianeti che non hanno ancora nemmeno un nome ufficiale.
I 2 pianeti interstellari candidati finora sono elencati a parte.
- Pianeti candidati della Missione Kepler: 3.277

Un elenco delle scoperte miliari o dei casi più estremi conosciuti può essere trovato alla pagina Pianeti extrasolari notevoli.

## Pianeti interstellari
Ad oggi sono conosciuti solo due candidati appartenenti a questa classe, e per il loro particolare status, oggetti non in orbita attorno a un corpo madre, necessitano di una tabella con campi differenti.
La definizione stessa di pianeta interstellare è controversa, in quanto la distinzione tra un oggetto planetario e una stella mancata (Sub-nana bruna) non è netta.